# トリス(トリメチルシリル)アルミニウム
トリス(トリメチルシリル)アルミニウム（Tris(trimethylsilyl)aluminum）は、トリメチルシリル基(-TMS)とアルミニウムからなる有機金属試薬の一種である。空気中では白煙を生じながら容易に分解するため、不活性ガス雰囲気化で冷蔵保存する。硫黄化合物特有の腐卵臭に似た独特の臭気を有する。

## 合成法
THFとジエチルエーテルの混合溶媒中、アルミニウムをヨウ素で活性化し、水銀、塩化トリメチルシラン、リチウムを加えることで合成できる。溶媒にはエーテル系溶媒の他にヘキサン、ペンタンなどの炭化水素溶媒も併用することが出来る。また、このような混合溶媒はしばしばトラップ溶媒と呼ばれ、不安定な有機金属試薬を安定に貯蔵・取り扱いする際に用いられる。一般的な有機アルミニウム試薬の合成法と同様に、系内調製したアルキル水銀(この場合シリル水銀)からアルミニウムへトランスメタル化することで調製される。リチウムは不要な塩素原子のスカベンジャーとして働き、反応を加速させる。ヨウ素はアルミニウムの表面にできている酸化被膜の除去に用いられる。粉末状のアルミニウムの場合、表面積が大きくなるため酸化の度合いが大きい。粒状のアルミか、家庭用のアルミ箔を用いる方がうまくいく場合が多い。

## 反応
トリス(トリメチルシリル)アルミニウムを三塩化アルミニウムと混合し、不均化することで調製される化学種は求核性を示し、求核的なケイ素化剤として用いられる。